# 民族共同体 (德国)
民族共同体（德語：Volksgemeinschaft），是纳粹德国的一个民族主义意识形态概念，其内容为建立德国的民族认同感并促进社会各阶层平等，消灭精英主义和阶层分化。最早起源于1914年德国民众对第一次世界大战的支持中。在纳粹德国时期成为了国家社会主义宣传中的关键概念之一。
根据国家社会主义的定义，民族共同体“其基础为血缘相同而有着相同命运和相同的政治信仰的民族构成的共同体，其敌人为外族人”。成为民族共同体中的一员的必要条件为雅利安种族，另外还需承诺忠于国家社会主义的理念。

## 纳粹时期
1918年德国十一月革命的结束，标志着德意志帝国的终结及魏玛共和国的开始。部分德国民众对魏玛共和国有强烈的敌意，他们认为社会民主主义者促成了这个国家的建立。另外，这种情绪与20世纪30年代国内外严重的经济危机、许多德国人面临失业的焦虑相结合，导致了纳粹党的日益壮大。纳粹的支持者中有许多希望政府解决经济危机的工人。希特勒取得权利后承诺将在人民中恢复信心并带来国家的统一，他同时指责其他的政治对手在分裂国家。
1933年，纳粹取得政权后试图争取社会各阶层的支持，此时纳粹的“民族共同体”意味着种族的统一及有组织的社会结构。故要将所有德意志民族的思想与灵魂统一起来，这种思想即是“血与土”的观念。“血与土”表达了土地所有者和农民在一个和谐而有机的社会中生活的理念。
凭借着一战英雄保罗·冯·兴登堡总统的协助，纳粹得以巩固其在民族主义者和保守派中的支持。纳粹为了获取劳动阶层的支持，在1933年5月1日起将勞工運動的五一劳动节设定为带薪假日，并向德国民众表示德国将以他的工人们为荣。纳粹政权认为，避免1918年工人革命的唯一方式就是保证工人阶级对纳粹政权的支持。同时，纳粹政权通过政治宣传鼓动全体德国民众参与到五一节的庆祝中来，这是希望能通过这种方式打破工人和資產階級之间的对立情绪。纳粹在五一节时在电台播放赞美工人和劳动的歌曲，并在柏林举办航展、燃放烟花。希特勒发表演讲将工人比作爱国者，提到他们建起了德国工业实力并为战争光荣地服务，同时认为他们在经济自由主义下受到了压迫。甚至《柏林晨报》这一与左翼紧密相关的报纸也赞扬了纳粹政权的五一节庆祝活动。
学校儿童以不同颜色标识阶级差别的帽子被用以点燃篝火，以表示阶级差异的废除。
纳粹德国继续执行魏玛共和国政府制定的社會救助政策，动员志愿者通过国家社会主义人民福利帮助那些贫困但“种族正确”的德国人。该组织负责组织慈善活动，并成为纳粹德国最大的公民组织。该组织投入了很大精力促使中产阶级妇女参与社会工作并协助子女众多的家庭。通过冬季救济活动等仪式也增强了公众的良好观感。